# میخاو بایور
میخاو بایور (لهستانی: Michał Bajor؛ زادهٔ ۱۳ ژوئن ۱۹۵۷) بازیگر، خواننده و موسیقی‌دان اهل لهستان است.
از فیلم‌ها یا برنامه‌های تلویزیونی که وی در آن نقش داشته‌است، می‌توان به سرنوشت‌های لهستانی، در روز روشن، در روز روشن، تلخ و شیرین، هوس‌های امپراتور، هانوسن، پایانی نیست و فرار از سینما لیبرتی اشاره کرد.